# (385185) 1993 RO
(385185) 1993 RO é um objeto transnetuniano que está localizado no cinturão de Kuiper, uma região do Sistema Solar. Este corpo celeste é classificado como um plutino, pois, o mesmo está em uma ressonância orbital de 2:3 com o planeta Netuno. Foi o primeiro plutino descoberto após o próprio Plutão, 1993 RP e (15788) 1993 SB foram descobertos um dia e dois dias depois de (385185) 1993 RO, respectivamente. Muito pouco se sabe sobre 1993 RO. Ele possui uma magnitude absoluta de 8,4 e tem uma estimativa de diâmetro com cerca de 92 km, que é baseado no albedo assumido de 0,09.

## Descoberta
(385185) 1993 RO foi descoberto no dia 14 de setembro de 1993 pelos astrônomos D. C. Jewitt e J. X. Luu, através de um telescópio de 2,2 metros do Observatório de Mauna Kea.

## Órbita
A órbita de (385185) 1993 RO tem uma excentricidade de 0,194 e possui um semieixo maior de 39,083 UA. O seu periélio leva o mesmo a uma distância de 31,485 UA em relação ao Sol e seu afélio a 46,682 UA.